# 谷姓
谷姓是一個中國人的姓氏，在《百家姓》中排名第228位。

## 起源
谷姓在中國大陸和台灣都沒有列入百家姓前一百位。谷姓源出有三：
1、以國為姓，戰國時期齊國的公子尾孫被封於夾谷，他的後代於是以國為姓，稱為谷氏。	
2、出自嬴姓，伯益之後，與趙、秦同一個源流。據《谷朗碑》所載，他們都是黃帝的後裔伯益，傳至舜的時候，被賜姓為嬴。嬴氏的後代有叫非子（號秦嬴，為秦國之始封之祖），被周王封於秦谷（今甘肅省天水西南，一說在今陝西省涇陽西北），後代開始以谷為氏。
3、出自他族或他族改姓而來：
①據《魏書‧官氏志》所載，北魏的時候，代北複姓有谷會氏，為鮮卑族，進入中原後改為單姓谷； 
②據《唐書》所載，唐代有「九經書庫」之稱的谷那律，複姓谷那，本來是東夷人，後來他的後代都改姓單姓谷。 
③今彝、土家、滿、蒙古、回、錫伯、朝鮮等民族均有此姓。 
得姓始祖：伯益。一作伯翳、大費。顓頊玄孫，父親為皋陶，系夏朝東夷族首領。長於畜牧、狩獵。舜時被任為虞（掌管山澤之官）。後又助禹治水，立下大功，因功賜姓嬴。後被選為禹的繼位人。禹死後，在奪權鬥爭中，被啟攻殺。西周時，其裔孫非子善於養馬，被周孝王封於秦地（今甘肅省清水東北），因非子最先住的地方叫秦谷，所以他的子孫中，有一支就以地為氏，稱谷姓。並尊伯益為其得姓始祖。

## 延伸阅读
[在维基数据编辑]
 《百家姓》
 《欽定古今圖書集成·明倫彙編·氏族典·谷姓部》，出自陈梦雷《古今圖書集成》